# Juan Manuel Correal
Juan Manuel Correal (nacido en Cúcuta, Colombia), conocido como Papuchis, es un comunicador, conferencista, publicista, escritor, locutor, periodista y presentador colombiano.
Autor de los libros “Sonríe, Todo Está Bien (2013)”, “La Escalera al Cielo (2014)” y “Las Puertas están abiertas (2018)”. Conferencista motivacional, columnista del diario “La Opinión”, Profesor del módulo Happiness Universidad Sergio Arboleda, experto en Felicidad Productiva, MindFullness Ejecutiva, Comunicación Asertiva, Emprendimiento.
Luego de derrame cerebral que amenazó su vida y su habla, ha logrado llevar su mensaje a múltiples empresas nacionales e internacionales con sus libros conferencias y talleres.

## Carrera
Empezó a trabajar en radio en el año de 1990. Es ampliamente reconocido por haber sido uno de los personajes de la radio juvenil en Colombia, famoso por sus entrevistas a famosos de la época como Carlos Vives, Andrés Cepeda, cantantes, actores y otros famosos, trabajó en el programa También caerás del Canal Caracol.
Realizó cubrimientos periodísticos, Premios Grammy, el Festival de Acapulco, Viña del Mar y dos Mundiales de fútbol, entre otros, Se desempeñó como de la Cadena Básica de RCN Radio y también hizo parte del grupo de asesores creativos del Canal RCN.

## Problemas de salud
En el mes de marzo del año 2009 mientras se disponía a asistir a una reunión laboral ‘Papuchis’, en Colombia, sufrió un incidente cerebrovascular que obligó a su familia a llevarlo de urgencias a la clínica. Se decía en ese momento que se trataba de un trombo pequeño en la parte izquierda del cerebro, accidente que comprometió la parte del habla razón por la cual debió hacer terapias porque había un coágulo que comprometía esta importante parte. Los médicos en ese momento confirmaron que se trató de una sobrecarga de estrés que tuvo que ver con su ritmo de trabajo y la angustia generada por el cáncer que aquejaba a su papá en ese momento, por conflictos emocionales del trabajo y del manejo de temas personales razón por la cual todo debía manifestarse en el cuerpo la sobrecarga que llevaba.
Gracias a este episodio ahora es Conferencista motivacional.
Entre otras cosas es columnista del diario “La Opinión”, Profesor del módulo Happiness Universidad Sergio Arboleda, MindFullness Ejecutiva, Comunicación Asertiva, Emprendimiento y Creatividad, ha logrado llevar su mensaje a múltiples empresas nacionales e internacionales con sus libros conferencias y talleres.

## Hakuna Matata
Simulando una estación radial, Papuchis monta un programa llamado Hakuna Matata hecho a la medida de las empresas, en el que enseña a sus audiencias a ser más productivas sin estrés y bajo el lema de "la felicidad laboral. Enamorado, feliz y con una personalidad vibrante",

## Lo último como presentador y locutor
Condujo su propio programa de televisión Sonríe, todo está bien en RCN y también un espacio radial en la emisora Minuto de Dios. Y ha hecho y presentado incontables programas.

## Libros
En el año 2013 realizaría un libro de autoayuda llamado "Sonrie, todo está bien".
Una historia de la vida real que le enseñará a los lectores cómo vivir de manera más tranquila, sin el riesgo de sufrir un derrame cerebral. 
Y en el año 2018 publicaría el libro "Las puertas están abiertas".

## Vida personal
Nació en la Ciudad fronteriza Cúcuta, inicia labores en 1991 después de culminar sus estudios universitarios en el Politécnico Grancolombiano en la Facultad de Mercadeo, Comunicación y Artes. Se casaría en el año 1999.

## Presentador de grandes eventos
En el campo radial ha visitado los más grandes escenarios realizando transmisiones internacionales para Premios Grammy, Premios Oscar, Premios MTV, Mundiales de fútbol, festivales como Viña del Mar y Acapulco.